# Chwałszyce
Chwałszyce is een plaats in het Poolse district Wrzesiński, woiwodschap Groot-Polen. De plaats maakt deel uit van de gemeente Nekla en telt 129 inwoners.